# Постернак, Степан Филиппович
Степан Филиппович Постернак (1885—1938) — русский и советский украинский библиотекарь, библиотековед, историк, педагог и филолог; организатор библиотечного дела на Украине.

## Биография
Родился 27 апреля (9 мая по новому стилю) 1885 года в селе Степановка Нежинского уезда Черниговской губернии, ныне село Ровчак-Степановка Носовского района Черниговской области Украины, в семье священнослужителя (дьяка).
Учиться начал в Нежинском историко-филологическом институте князя Безбородко (ныне Нежинский государственный университет имени Николая Гоголя), но в 1911 году окончил историко-филологический факультет Петербургского императорского университета.
Сразу по окончании университета работал преподавателем истории в Уманском коммерческом училище, затем учительствовал в Тихорецке и Таганроге (с 1914 по 1917 год). После Октябрьской революции, в декабре 1917 года вернулся на Украину — преподавал в Киевской учительской семинарии, работал на Курсах подготовки учителей в Нежине, впоследствии стал главным консультантом школьного отдела Наркомпроса и Киевского губернского комиссариата народного просвещения. Также работал в издательствах «Освита» и «Книгоспилка», в Киевском и Черкасском институтах народного образования (ныне Киевский национальный университет имени Тараса Шевченко и Черкасский национальный университет имени Б. Хмельницкого). Был редактором в «Вукоопспилке» (укр. Всеукраїнська спілка споживчих кооперативних організацій) и в Государственном издательстве Украины.
В 1920 году вышла книга Степана Постернака «Из истории образовательного движения в Украине за время революции 1917—1919 гг.» (англ. «Із історії освітнього руху в Україні за часи революції 1917—1919 р.р.»).
С марта 1922 года С. Ф. Постернак работал во Всенародной библиотеке Украины (ныне Национальная библиотека Украины имени В. И. Вернадского), с 26 марта 1923 года — её первый официальный директор. В 1926 году был председателем научно-исследовательской комиссии библиотековедения и библиографии Всеукраинской библиотеки. В 1927 году — заместитель председателя библиографической комиссии Всеукраинской академии наук (ВУАН) в 1928 году — член совета академии. Занимался одновременно общественной работой — входил в состав Киевского городского совета.
18 октября 1929 года Постернак был арестован и обвинён в причастности к «Молодой Академии», «Союзу освобождения Украины» и «Братству украинской государственности». Из-за отсутствия доказательств его дело 20 мая 1930 года было закрыто. Некоторое время он ещё возглавлял библиографическую комиссию ВУАН, участвовал в её заседаниях и совещаниях. Пытался вернуться к научной работе, но начал ощущать притеснения. Переехал в Харьков, работал в библиотеке Наркомата тяжелой промышленности УССР.
Во второй раз был арестован 30 декабря 1937 года за участие в якобы «антисоветских террористических организациях» и уже на следующий день, безо всякого предварительного следствия, был осуждён и приговорён «тройкой» при Киевском областном управлении НКВД УССР к смертной казни. Расстрелян 19 января 1938 года.
Посмертно реабилитирован в апреле 1989 года.